# Андрійки (Мядельський район)
Андрійки (біл. вёска Андрэйкі) — село в складі Мядельського району Мінської області, Білорусь. Село підпорядковане Сватківській сільській раді, розташоване в північній частині області.